# Lübeck (Schiff, 1990)
Die Fregatte Lübeck ist eine ehemalige Fregatte der  Bremen-Klasse der Deutschen Marine. Das Schiff stand von 1990 bis 2022 im Dienst der Deutschen Marine.

## Allgemeines
Gebaut und konzipiert wurden die Lübeck und ihre Schwesterschiffe gegen Ende des Kalten Krieges zur U-Boot-Jagd im Nordatlantik und in der Nordsee. Als erste Schiffe der Marine wurden sie dafür mit Bordhubschraubern bestückt, das zum Standard aller Fregatten wurde.
Benannt ist die Fregatte nach der Hansestadt Lübeck. Taufpatin war am 15. Oktober 1987 Rosemarie Knüppel, die Frau des damaligen Lübecker Bürgermeisters Robert Knüppel.
2007 wurde die Lübeck während einer Ausbildungsfahrt durch einen Schuss aus der eigenen Bordkanone vor dem Marinestützpunkt Plymouth am Bug leicht beschädigt.
2009/2010 wurde die Lübeck in Bremerhaven generalüberholt, 2013 befand sie sich zur Instandsetzung in Kiel.
Die Fregatte stattete ihrer Patenstadt Lübeck regelmäßig Besuche ab, so im Jahr 2001 zum 600. Jahrestag der Gründung der Lübecker Schiffergesellschaft. Im März 2010 feierte die Besatzung den 20. Jahrestag der Indienststellung der Fregatte mit einem Dankgottesdienst in der Jakobikirche in Lübeck, der Fischer- und Seefahrerkirche aus dem 14. Jahrhundert und Nationalen Seefahrer-Gedenkstätte.
Zwischen 1990 und 2010 legte die Lübeck 570.000 Seemeilen zurück, nahm an 43 Einsätzen, Manövern und Ausbildungsfahrten teil und lief in 38 Ländern 124 Häfen an.
Am 26. Juni 2019 kam es vermutlich durch eine defekte Einspritzpumpe zu einem Brand am E-Diesel X 1. Hierbei wurden zwei Besatzungsangehörige verletzt. Beide konnten nach ambulanter Behandlung im Krankenhaus den Dienst wieder aufnehmen.
Nach der Rückkehr vom letzten Einsatz in der Ägäis nach Wilhelmshaven am 16. Juni 2022 hatte die Fregatte in 32 Dienstjahren 863.449 Seemeilen zurückgelegt. Die Planung von 2013 hatte den Sommer 2018 zur Außerdienststellung vorgesehen, wegen der Verzögerungen bei der Nachfolgeklasse F125 wurde der Termin verschoben. Am 15. Dezember 2022 wurde das Schiff in Wilhelmshaven außer Dienst gestellt.

## Einsätze

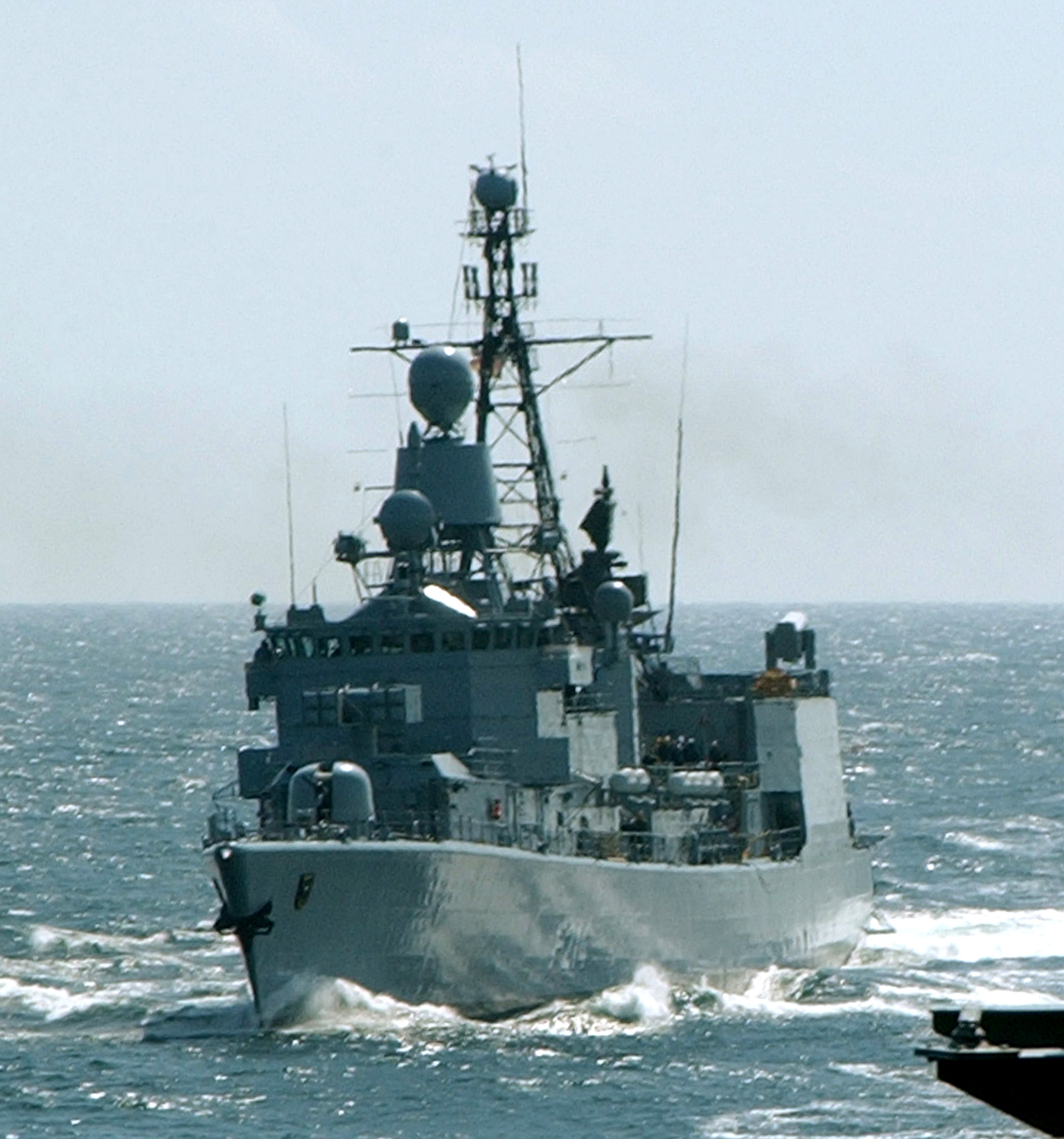
Die Fregatte Lübeck (F 214) während des Manövers BALTOPS (2003)
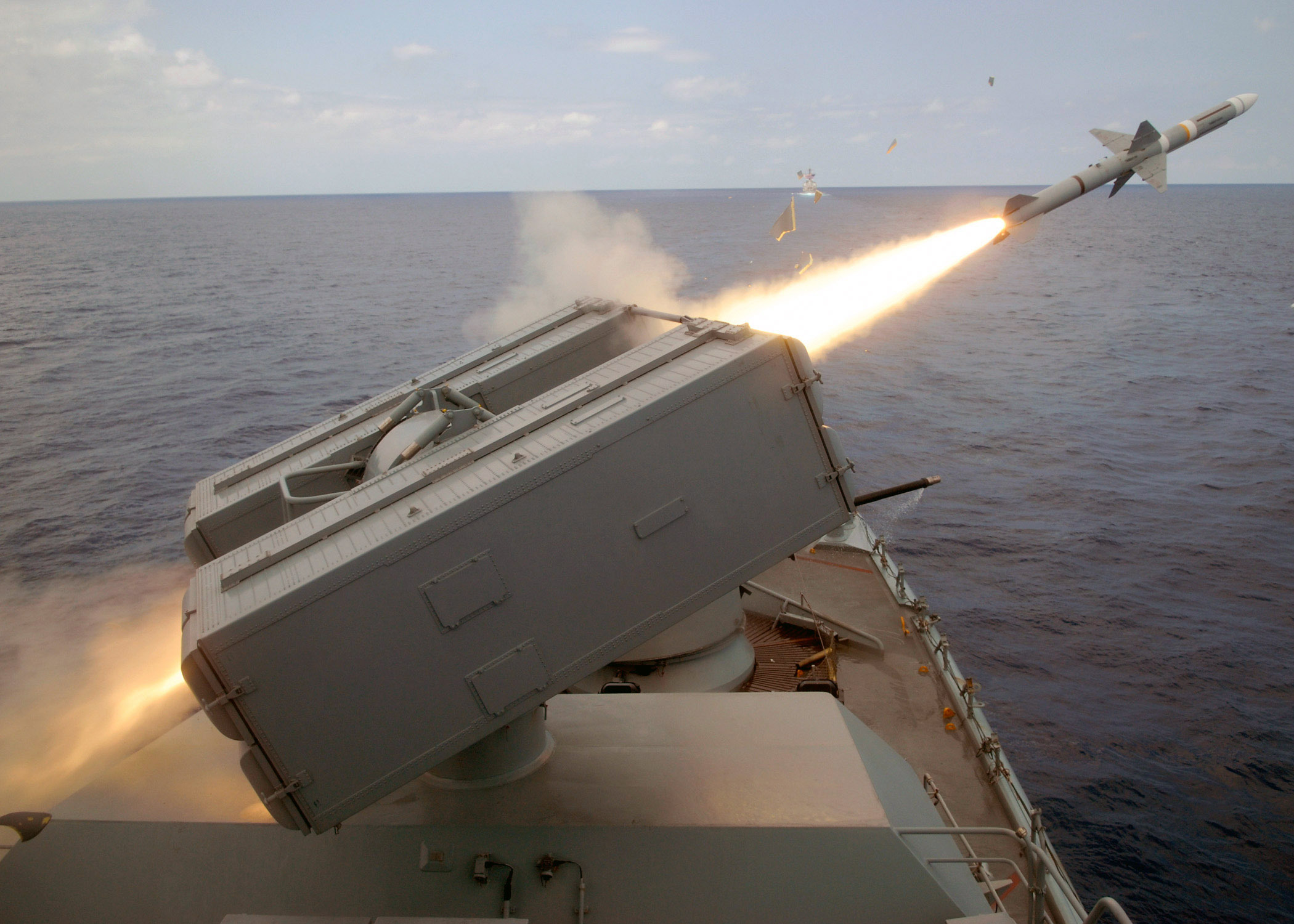
Übungsschuss einer Sea-Sparrow-Rakete von der Lübeck gegen den außer Dienst gestellten Zerstörer Conolly während des Manövers UNITAS GOLD (2009)

Die Fregatte Lübeck nahm an mehreren bewaffneten Auslandseinsätzen der Bundeswehr teil, darunter:
- 1994, 1995 und 1996: Teilnahme am Embargo gegen das ehemalige Jugoslawien in der Adria (NATO-Operation Sharp Guard)
- 2003–2004 und 2005–2006: Teilnahme an der Operation Enduring Freedom (OEF) gegen den internationalen Terrorismus. Im November 2005 geleitete die Lübeck im Rahmen des OEF-Einsatzes das Kreuzfahrtschiff Deutschland durch den Golf von Aden, um es gegen Piraten zu schützen.[15]
- 2007: Ab Juli Einsatz im Rahmen der United Nations Interim Force in Lebanon
- 2008: Teilnahme an der Standing NATO Maritime Group 1 (SNMG 1) ab 21. August routinemäßige Übungen im Schwarzen Meer, dabei demonstrative NATO-Präsenz vor der georgischen Küste während des Kaukasus-Konflikts zwischen Georgien und Russland. Weitere Teilnehmer: Taylor, Blas de Lezo und Generał Kazimierz Pułaski.[16]
- 2009: Teilnahme an der Übung UNITAS. Dabei beschoss die Lübeck den außer Dienst gestellten Zerstörer Conolly mit zwei Flugabwehrraketen vom Typ RIM-7 Sea Sparrow.[17]
- 2011: Einsatz in einer NATO Standing Maritime Group, zeitweise Herauslösung wegen der NATO-Operation Unified Protector anlässlich des Bürgerkriegs in Libyen, anschließend Rückunterstellung unter NATO-Kommando für Operation Active Endeavour.[18]
- 2011/12: Nach Auslaufen aus Wilhelmshaven am 18. November 2011 Einsatz in der Operation Atalanta am Horn von Afrika; dabei Teilnahme an der Befreiung von 15 indischen Seeleuten aus der Hand von Piraten.[19] Anschließend ab Anfang 2012 Manöver mit der südafrikanischen Marine und Rückkehr durch den Südatlantik mit Einlaufen in Wilhelmshaven am 20. April 2012.[20]
- Herbst 2014: Im Einsatz bei der Operation Atalanta am Horn von Afrika. Bei diesem Einsatz musste auf die Bordhubschrauber, des Typs Sea Lynx verzichtet werden, da diese aufgrund von Mängeln nicht „flugklar“ waren.[21]
- Am 21. August 2017 verließ die Lübeck unter Kommando von Fregattenkapitän Matthias Schmitt ihren Heimathafen Wilhelmshaven, um die Fregatte Brandenburg bei der Standing NATO Maritime Group 2 (SNMG2) in der Ägäis abzulösen.[22] Die Ablösung fand am ersten Septemberwochenende im Hafen von Souda auf Kreta statt.[23] Die SNMG 2 trägt im Rahmen der NATO-Aktivität in der Ägäis im Rahmen der Flüchtlingskrise unter anderem zur Erstellung eines Lagebilds für die griechische und türkische Küstenwache sowie die europäische Grenzschutzagentur FRONTEX in der Ägäis bei. Am 30. Oktober 2017[24] übergab die Besatzung der Lübeck die Verantwortung im Einsatzraum an die Besatzung des Einsatzgruppenversorgers Frankfurt am Main und kehrte am 10. November 2017 nach 3 Monaten im Einsatz wieder in ihren Heimathafen zurück.[25]
- Am 6. August 2018 verließ die Lübeck unter Kommando von Fregattenkapitän Christoph Sallermann ihren Heimathafen Wilhelmshaven, um die Fregatte Bayern bei der Standing NATO Maritime Group 2 (SNMG2) in der Ägäis abzulösen.[26] Am 14. August 2018 wurde im griechischen Souda auf Kreta die Verantwortung im Einsatzraum von der Fregatte Bayern auf die Fregatte Lübeck übergeben. Sie diente danach auch dem Task Group Commander  Kapitän zur See Volker Blasche als Flaggschiff.[27]
- Am 11. Mai 2021 verließ die Fregatte ihren Heimathafen Wilhelmshaven, um sich der Standing NATO Maritime Group 2 (SNMG 2) anzuschließen. In der Ägäis löste sie den Tender Werra in der NATO-Seeraumüberwachungsoperation in der Ägäis ab. Wegen der weltweiten COVID-19-Pandemie war der bis Mitte September 2021 geplante Auftrag ohne zwischenzeitlichen Landgang vorgesehen.[28] Am 16. Juni 2022 kehrte die Lübeck nach fünf Monaten im Einsatz gegen Schleuserkriminalität in der Ägäis von ihrem letzten NATO-Einsatz nach Wilhelmshaven zurück. Sie wurde am 15. Dezember 2022 außer Dienst gestellt.[9][29]

## Kommandanten
| Nr. | Name                                    | Beginn der Amtszeit | Ende der Amtszeit  | Bemerkungen                                                                          |
| --- | --------------------------------------- | ------------------- | ------------------ | ------------------------------------------------------------------------------------ |
| 01. | Fregattenkapitän Ullrich Becker         | Indienststellung    | 25. September 1992 | bereits seit 1. Juli 1989 militärischer Schiffsführer in Baubelehrung und Einweisung |
| 02. | Fregattenkapitän Waldemar Benke         | 25. September 1992  | 24. Februar 1995   |                                                                                      |
| 03. | Fregattenkapitän Karsten Schneider      | 24. Februar 1995    | 21. Juli 1997      | später Konteradmiral und Chef des Stabes Marinekommando                              |
| 04. | Fregattenkapitän Henning Straus         | 21. Juli 1997       | 23. Juli 1999      |                                                                                      |
| 05. | Fregattenkapitän Eckhard Bödeker        | 23. Juli 1999       | 23. August 2002    | später Kommandeur der Marineoperationsschule                                         |
| 06. | Fregattenkapitän Jürgen zur Mühlen      | 23. August 2002     | 25. Juni 2004      | später Konteradmiral und Abteilungsleiter Einsatz im Marinekommando                  |
| 07. | Fregattenkapitän Rüdiger Solf           | 25. Juni 2004       | 14. Juli 2006      |                                                                                      |
| 08. | Fregattenkapitän Marco von Kölln        | 14. Juli 2006       | 18. Juli 2008      |                                                                                      |
| 09. | Fregattenkapitän Martin Wilhelm         | 18. Juli 2008       | 13. August 2010    |                                                                                      |
| 10. | Fregattenkapitän Martin Ruchay          | 13. August 2010     | 2. Oktober 2013    |                                                                                      |
| 11. | Fregattenkapitän Peter Christian Semrau | 2. Oktober 2013     | 2. Oktober 2015    |                                                                                      |
| 12. | Fregattenkapitän Matthias Schmitt       | 2. Oktober 2015     | 30. November 2017  |                                                                                      |
| 13. | Fregattenkapitän Christoph Sallermann   | 30. November 2017   | 26. September 2019 |                                                                                      |
| 14. | Fregattenkapitän Mathias Rix            | 26. September 2019  | 25. Februar 2021   |                                                                                      |
| 15. | Fregattenkapitän Kai Röckel             | 25. Februar 2021    | 15. Dezember 2022  |                                                                                      |